# Žepa
Žepa (in serbo Жепа?) è una cittadina della Bosnia ed Erzegovina, parte dell'entità della Repubblica Serba di Bosnia ed Erzegovina e frazione della municipalità di Rogatica; si trova a nord-est della stessa Rogatica, a sud-ovest di Srebrenica e a nord-ovest di Višegrad. Il centro sorge sulla riva di un piccolo fiume omonimo, tributario del più ampio corso del Drina, in una valle tra le montagne di Javor e Devetak.
Durante la guerra in Bosnia ed Erzegovina del 1992-1995, Žepa e la vicina Srebrenica costituirono due enclave tenute dalle forze bosgnacche fedeli al governo di Sarajevo, e rimasero a lungo assediate dalle forze serbo-bosniache; dal 1993 la cittadina fu ricompresa nelle "zone di sicurezza" istituite dalle Nazioni Unite per fornire protezione alla popolazione civile, e posta sotto la sorveglianza di un'unità di caschi blu della missione UNPROFOR. Il 14 luglio 1995, pochi giorni dopo la caduta di Srebrenica e il massacro della sua popolazione, le forze serbo-bosniache lanciarono una massiccia offensiva contro l'enclave di Žepa, portando alla caduta della cittadina il 25 luglio seguente dopo duri scontri: sebbene alcuni dei difensori fossero giustiziati dai serbo-bosniaci, a Žepa non si verificarono uccisioni in massa come a Srebrenica, ma l'intera popolazione di origine bosgnacca fu obbligata a lasciare la località.